# Tomorr
Il Tomorr (2.417 m s.l.m. - detto anche Tomor) è la montagna più nota dell'Albania meridionale. La sua cima più alta è il Çuka Partizani, alto 2417 m s.l.m. È situata nel distretto di Berat.